# Stralsunder HV
Stralsunder Hanballverein (Stralsunder HV) er en håndboldklub, der kommer fra den tyske by Stralsund. Hjemmebanen hedder Vogelanghalle, hvor der kan være 1.054 tilskuere. Klubben har været en ren håndboldklub siden 29. maj 1996 med 160 medlemmer. Klubben spiller pt. (2008/2009) i Håndboldbundesligaen.
- Wikimedia Commons har flere filer relateret til Stralsunder HV

| Sport | Spire Denne artikel om sport er en spire som bør udbygges. Du er velkommen til at hjælpe Wikipedia ved at udvide den. |